# Hai môn phối hợp tại Thế vận hội Mùa đông 2018 - Tiếp sức hỗn hợp
Nội dung tiếp sức hỗn hợp của hai môn phối hợp tại Thế vận hội Mùa đông 2018 diễn ra vào ngày 20 tháng 2 năm 2018 tại Alpensia Cross-Country Centre ở Pyeongchang, Hàn Quốc.

## Kểt quả
Cuộc đua bắt đầu lúc 20:15.
| Hạng | Số áo | Quốc gia                                                                                          | Thời gian                                 | Điểm phạt (P+S)                         | Kém     |
| ---- | ----- | ------------------------------------------------------------------------------------------------- | ----------------------------------------- | --------------------------------------- | ------- |
| 1    | 7     | Pháp · Marie Dorin Habert · Anaïs Bescond · Simon Desthieux · Martin Fourcade                     | 1:08:34.3 15:51.1 16:46.4 17:58.4         | 0+1 0+3 0+0 0+0 0+1 0+3 0+0 0+0         | –       |
| 2    | 1     | Na Uy · Marte Olsbu · Tiril Eckhoff · Johannes Thingnes Bø · Emil Hegle Svendsen                  | 1:08:55.2 16:16.9 16:55.1 17:24.4 18:18.8 | 0+5 1+6 0+2 0+1 0+2 1+3 0+0 0+1 0+1 0+1 | +20.9   |
| 3    | 2     | Ý · Lisa Vittozzi · Dorothea Wierer · Lukas Hofer · Dominik Windisch                              | 1:09:01.2 15:44.1 16:34.4 18:17.4 18:25.3 | 0+1 0+6 0+0 0+0 0+0 0+3 0+0 0+1 0+1 0+2 | +26.9   |
| 4    | 3     | Đức · Vanessa Hinz · Laura Dahlmeier · Erik Lesser · Arnd Peiffer                                 | 1:09:01.5 15:46.3 16:02.3 18:14.7 18:58.2 | 0+2 1+5 0+0 0+0 0+0 0+1 0+0 0+1 0+2 1+3 | +27.2   |
| 5    | 11    | Belarus · Nadezhda Skardino · Darya Domracheva · Sergey Bocharnikov · Vladimir Chepelin           | 1:09:29.8 16:10.7 16:10.5 18:29.8 18:38.8 | 0+2 0+1 0+0 0+0 0+0 0+1 0+1 0+0         | +55.5   |
| 6    | 8     | Phần Lan · Laura Toivanen · Kaisa Mäkäräinen · Tero Seppälä · Olli Hiidensalo                     | 1:09:38.2 16:46.6 16:01.2 18:30.6 18:19.8 | 0+1 0+2 0+0 0+1 0+0 0+0 0+1 0+1 0+0 0+0 | +1:03.9 |
| 7    | 10    | Ukraina · Iryna Varvynets · Yuliia Dzhima · Dmytro Pidruchnyi · Artem Pryma                       | 1:09:46.4 16:18.6 16:29.6 18:22.9 18:35.3 | 0+3 0+2 0+1 0+0 0+1 0+0 0+1 0+1 0+0 0+1 | +1:12.1 |
| 8    | 13    | Cộng hòa Séc · Veronika Vítková · Markéta Davidová · Ondřej Moravec · Michal Krčmář               | 1:10:13.6 16:07.4 16:54.6 18:24.4 18:47.2 | 0+5 0+3 0+2 0+1 0+3 0+0 0+0 0+1         | +1:39.3 |
| 9    | 6     | Vận động viên Olympic từ Nga · Uliana Kaisheva · Tatiana Akimova · Anton Babikov · Matvey Eliseev | 1:10:49.1 16:20.9 16:41.9 18:16.9 19:29.4 | 0+6 0+4 0+2 0+1 0+0 0+1 0+1 0+1 0+3 0+1 | +2:14.8 |
| 10   | 18    | Áo · Lisa Hauser · Katharina Innerhofer · Simon Eder · Julian Eberhard                            | 1:10:56.3 16:53.8 17:09.9 18:11.5 18:41.1 | 0+6 0+8 0+1 0+3 0+2 0+3 0+1 0+0 0+2 0+2 | +2:22.0 |
| 11   | 5     | Thụy Điển · Mona Brorsson · Hanna Öberg · Jesper Nelin · Fredrik Lindström                        | 1:11:07.5 17:37.5 16:23.7 18:29.5 18:36.8 | 0+2 2+6 0+0 2+3 0+0 0+1 0+2 0+1 0+0 0+1 | +2:33.2 |
| 12   | 15    | Canada · Rosanna Crawford · Julia Ransom · Brendan Green · Christian Gow                          | 1:11:11.0 16:18.8 17:14.5 18:57.9 18:39.8 | 0+2 0+7 0+1 0+1 0+0 0+2 0+1 0+2 0+0 0+2 | +2:36.7 |
| 13   | 9     | Thụy Sĩ · Elisa Gasparin · Lena Häcki · Benjamin Weger · Serafin Wiestner                         | 1:11:31.4 16:48.1 17:21.8 18:02.7 19:18.8 | 1+6 0+7 0+1 0+3 1+3 0+2 0+1 0+0 0+1 0+2 | +2:57.1 |
| 14   | 12    | Slovenia · Urška Poje · Anja Eržen · Klemen Bauer · Jakov Fak                                     | 1:11:55.6 16:55.3 17:59.5 18:05.0 18:55.8 | 0+0 1+7 0+0 0+2 0+0 1+3 0+0 0+0 0+0 0+2 | +3:21.3 |
| 15   | 19    | Hoa Kỳ · Susan Dunklee · Joanne Reid · Tim Burke · Lowell Bailey                                  | 1:12:05.4 16:07.9 18:50.7 18:29.1 18:37.7 | 0+3 3+6 0+2 0+0 0+0 3+3 0+0 0+3 0+1 0+0 | +3:31.1 |
| 16   | 14    | Ba Lan · Magdalena Gwizdoń · Kamila Żuk · Andrzej Nędza-Kubiniec · Grzegorz Guzik                 | 1:12:17.9 16:10.0 16:38.8 19:39.3 19:49.8 | 0+4 0+4 0+1 0+0 0+0 0+2 0+0 0+1 0+3 0+1 | +3:43.6 |
| 17   | 16    | Bulgaria · Emilia Yordanova · Daniela Kadeva · Krasimir Anev · Vladimir Iliev                     | 1:12:31.7 16:49.9 17:46.0 18:56.2 18:59.6 | 0+7 0+4 0+1 0+0 0+2 0+1 0+1 0+3 0+3 0+0 | +3:57.4 |
| 18   | 20    | Kazakhstan · Galina Vishnevskaya · Alina Raikova · Roman Yeremin · Maxim Braun                    | 1:14:13.7 16:09.1 17:39.5 20:12.0 20:13.1 | 3+4 0+3 0+0 0+1 3+3 0+0 0+1 0+1         | +5:39.4 |
| 19   | 17    | Litva · Natalija Kočergina · Diana Rasimovičiūtė · Tomas Kaukėnas · Vytautas Strolia              | LAP 18:16.3 LAP 0                         | 0+4 1+3 0+2 1+3 0+2 0+0 0               |         |
| 20   | 4     | Slovakia · Paulína Fialková · Anastasiya Kuzmina · Matej Kazár · Martin Otčenáš                   | LAP 21:33.9 LAP 0                         | 4+6 1+4 4+3 1+3 0+3 0+1 0               |         |